# Історичний архів (Охрид)
Історичний архів Охрида був заснований у 1951 році, в 1990 перетворений на регіональний департамент Державного архіву Північної Македонії. Архів охоплює такі муніципалітети: Охрид, Дебарця, Струга, Вевчани, Кичево, Другово, Осломей, Вранештиця, Заяс, Дебар і Центр-Жупа. Будівлю зведено у 1979, за адресою ул. «Никола Карев» бр. 6 в Охриді.

## Архівні фонди
Найстаріший документ архіву датовано XVII століттям. Історичний архів Охрида зберігає 750 фондів, 47 мікрофільмів, колекції турецьких манускриптів і документів, давні слов'янські манускрипти.